# Кожановский, Александр Николаевич
Алекса́ндр Никола́евич Кожано́вский (род. 11 января 1949) — советский и российский этнолог. Автор более чем 80 публикаций на русском, английском и каталанском языках. Кандидат исторических наук, старший научный сотрудник Центра европейских и американских исследований ИЭА РАН. Один из авторов «Большой Российской энциклопедии».

## Биография
Окончил кафедру этнографии исторического факультета МГУ (в 1971 г.), аспирантуру Института этнографии АН СССР (в 1976 г.). Участвовал в экспедициях в Среднюю Азию, на Северный Кавказ, в Западную Сибирь. Проводил исследования в ряде регионов Испании.
Область научных интересов: отражение этнокультурного многообразия человечества в общественном сознании и социально-политической практике; роль культурно-исторической традиции в развитии Испании и других европейских стран, Латинской Америки, а также России и «ближнего зарубежья». Его книги «Быть испанцем» (Москва, 2006) и «Народы Испании во второй половине XX века» (Москва, 1993) — единственные в своем роде научно-популярные публикации, знакомящие широкого читателя с традициями народов Испании и истоками испанского национализма.

## Научные труды

### Монографии
- Быть испанцем. Традиция. Самосознание. Историческая память. Москва, 2006;

### Статьи
- Доминиканская республика // Этнические процессы в странах Карибского моря. М.: Наука, 1982;
- Социальный облик и положение этнонациональных меньшинств Испании // Национальные меньшинства и иммигранты в современном капиталистическом мире. Киев, «Наукова думка», 1984;
- На Втором международном конгрессе каталанского языка // «Советская этнография», 1987, № 1;
- Народы Испании во второй половине XX века (опыт автономизации и национального развития). М., 1993;
- Народы Испании // Брак у народов Западной и Южной Европы. М., «Наука», 1989;
- Народы Испании // Рождение в обычаях и обрядах. Страны зарубежной Европы. М., 1997;
- кат. El  factor etnic en el proces dels canvis nacionals i estatals a l’URSS // Nacionalismes i ciencies socials. Barcelona, 1997 (на катал. яз.);
- Этническая ситуация в Испании: взгляд из России // Пограничные культуры между Востоком и Западом (Россия и Испания). С.-Пб., 2001;
- Испания: этнический фактор и административные границы // Общественные науки и современность, 2002, № 6;
- Политическая борьба и культурно-историческая традиция: к вопросу о научном подходе к баскскому терроризму / Historia animata. Сборник статей. Ч. II. М., 2004;
- «Свои» и «чужие» в Испании: некоторые особенности иммиграции // Меняющаяся Европа: проблемы этнокультурного взаимодействия. М., 2006;
- Испанский случай: этнические волны и региональные утесы // Национализм в мировой истории. М., «Наука», 2007;
- «Воспоминание о будущем?» (Североафриканская иммиграция в Испании) // Пространство и время в мировой политике и международных отношениях. Материалы 4-го Конвента РАМИ. Т. 7. Испания и Латинская Америка. М., изд-во МГИМО(У) МИД России, 2007;
- Государственная идентификация по-испански (Глава 13) / Испания: анфас и профиль. М.: Весь Мир, 2007;
- Так есть ли в Испании «национальные меньшинства»? / Латинская Америка, 2009, № 5;
- Испанские регионалисты и донские казаки // Диалог со временем. Альманах интеллектуальной истории. 2009. Вып. 27;
- Франция и Испания: иммиграционная политика на рубеже XX—XXI вв. (совм. С М. К. Любарт) // Исследования по прикладной и неотложной этнологии. М., ИЭА РАН, 2009. Вып. 212;
- Латиноамериканская иммиграция в Испании // Европейская интеграция и культурное многообразие. М., ИЭА РАН, 2009.
- Испания и её «национальный вопрос» // Вестник Российской нации, 2009, № 1(3).
- Ибероамериканские «гастарбайтеры» на своей «исторической родине» //  Мировая политика: взгляд из будущего. Материалы 5-го Конвента РАМИ. Т. 7.2. Испания: перспективы развития в XXI в. М., изд-во МГИМО-Университет, 2009.
- «Каталонский народ» в понимании испанцев и россиян //  Вестник МГИМО-Университета. 2011. № 3 (18).
- Об этническом составе испанского народа // Вопросы истории. 2011. № 6.
- Валенсийские «областники» против «каталонских империалистов» // Латинская Америка. 2011. № 7.
- «Национальное строительство» в Испании //  Современная Европа. 2011. № 4.
- «Баскский вопрос»: этнический или территориальный? / Общественные науки и современность. 2011. № 6.

- Баски / Кожановский А. Н., Зеликов М. В. (мифология) // «Банкетная кампания» 1904 — Большой Иргиз. — М. : Большая российская энциклопедия, 2005. — С. 86. — (Большая российская энциклопедия : [в 35 т.] / гл. ред. Ю. С. Осипов ; 2004—2017, т. 3). — ISBN 5-85270-331-1.
- Баски : [арх. 21 октября 2022] / Кожановский А. Н., Зеликов М. В. (мифология) // Большая российская энциклопедия [Электронный ресурс]. — 2016.